# Ексилес
Ексѝлес (на италиански: Exilles, от 1929 до 1946 официално Esille, Езиле, на пиемонтски: Isiles, Изилес, на окситански: Exilhas, Ексиляс) е село и община в Метрополен град Торино, регион Пиемонт, Северна Италия. Разположено е на 266 m надморска височина. Към 1 януари 2020 г. населението на общината е 238 души, от които 13 са чужди граждани.